# GOELRO

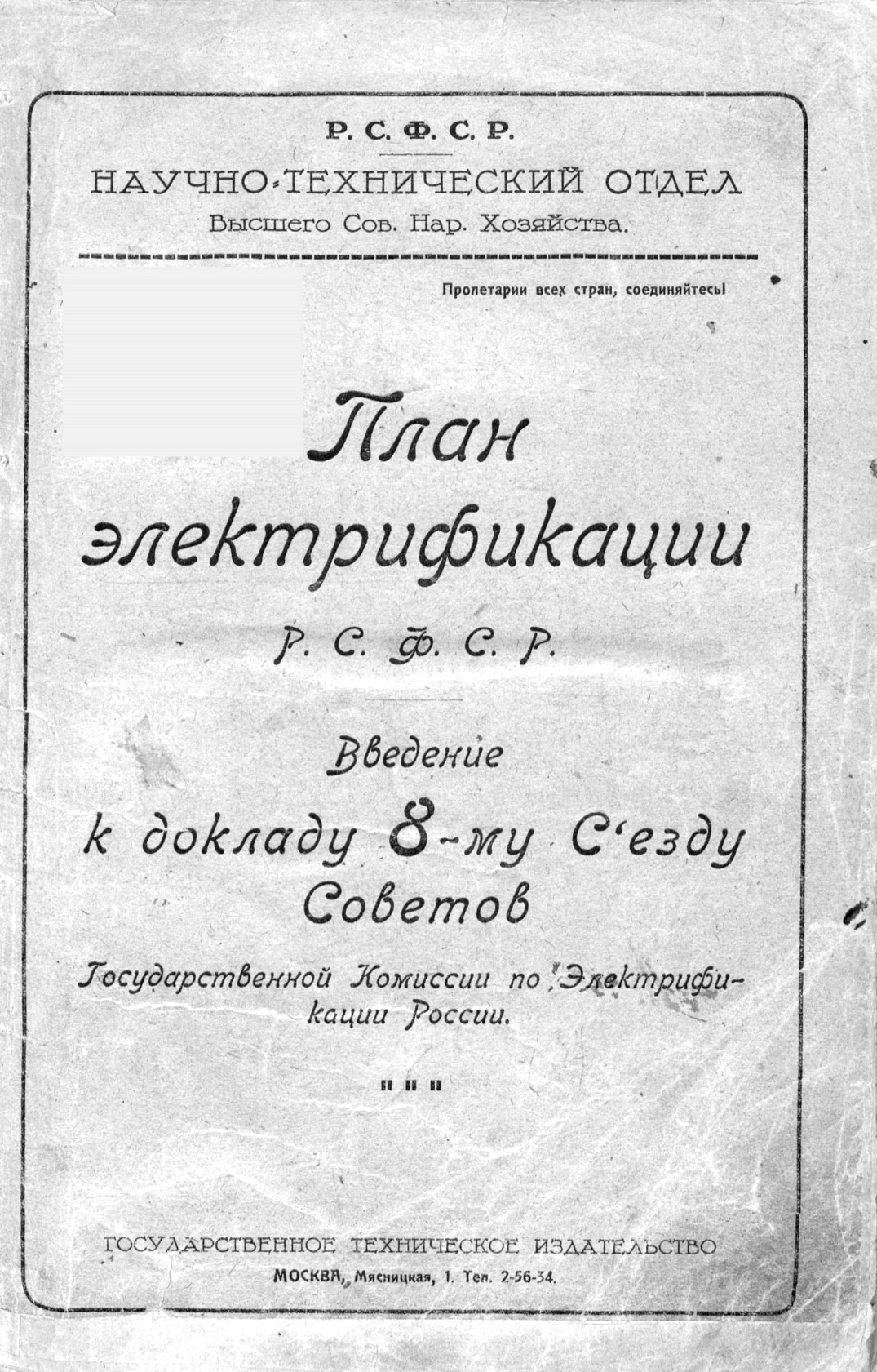
ГОЭЛРО (1920)

GOELRO (akronim z ros. ГОЭЛРО – Государственный план электрификации России, Państwowy Plan Elektryfikacji Rosji) – plan elektryfikacji Rosji.
Został proklamowany w grudniu 1920 roku podczas VIII Zjazdu Rad na wniosek Lenina, jako jedno z działań mających na celu poprawić tragiczne braki energii elektrycznej w nowo powstałej Rosji Radzieckiej.
Plan zakładał zbudowanie 30 elektrowni, w tym 10 wykorzystujących energię rzek. Produkcja energii elektrycznej miała wzrosnąć z 0,5 mld do 8,8 mld kWh, umożliwiając zwiększenie produkcji wyrobów przemysłowych.